# Acacia hammondii
Acacia hammondii é uma espécie de leguminosa do gênero Acacia, pertencente à família Fabaceae.